# Parapinnixa magdalenensis
Parapinnixa magdalenensis is een krabbensoort uit de familie van de Pinnotheridae. De wetenschappelijke naam van de soort is voor het eerst geldig gepubliceerd in 1990 door Werding & Müller.